# Chotouň (Pohoří)
Chotouň je vesnice v okrese Praha-západ, je součástí obce Pohoří. Nachází se 1 km na západ od Pohoří a 1 km na východ od Jílového u Prahy. Vsí protéká Chotouňský potok, přítok Sázavy. Je zde evidováno 196 adres.

## Historie
První písemná zmínka o vesnici pochází z roku 1342.

## Další fotografie

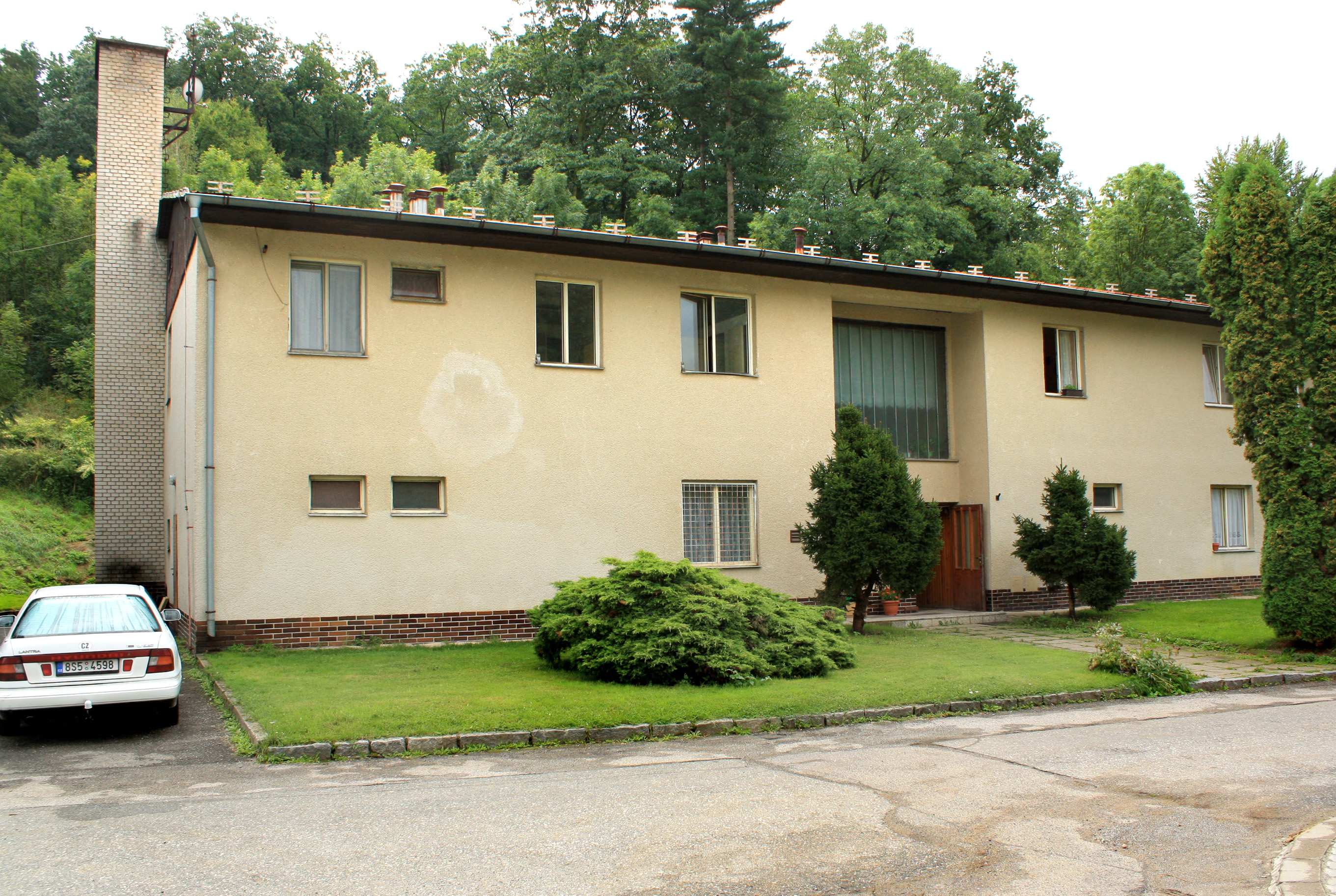
Obecní úřad
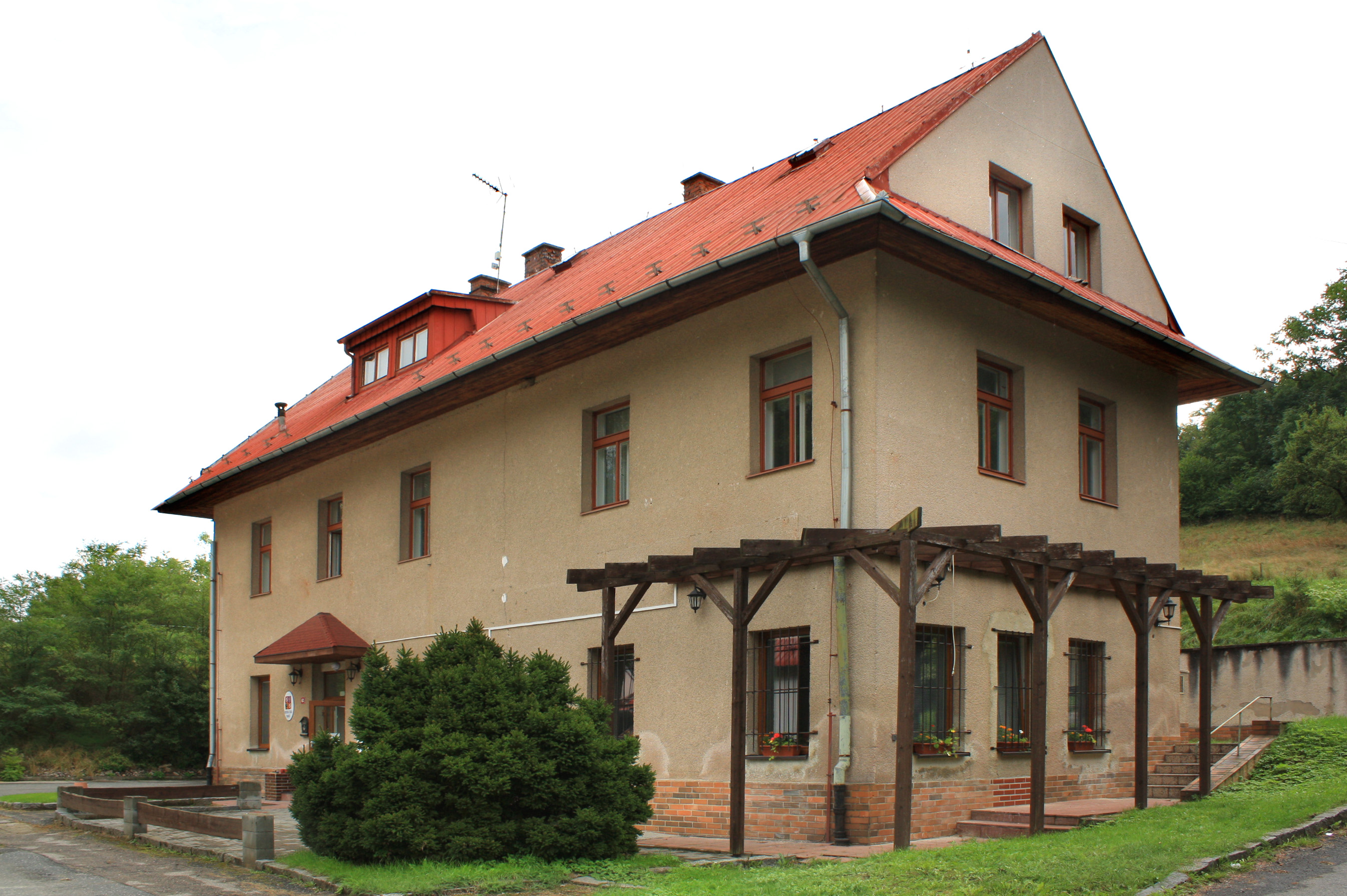
Školka
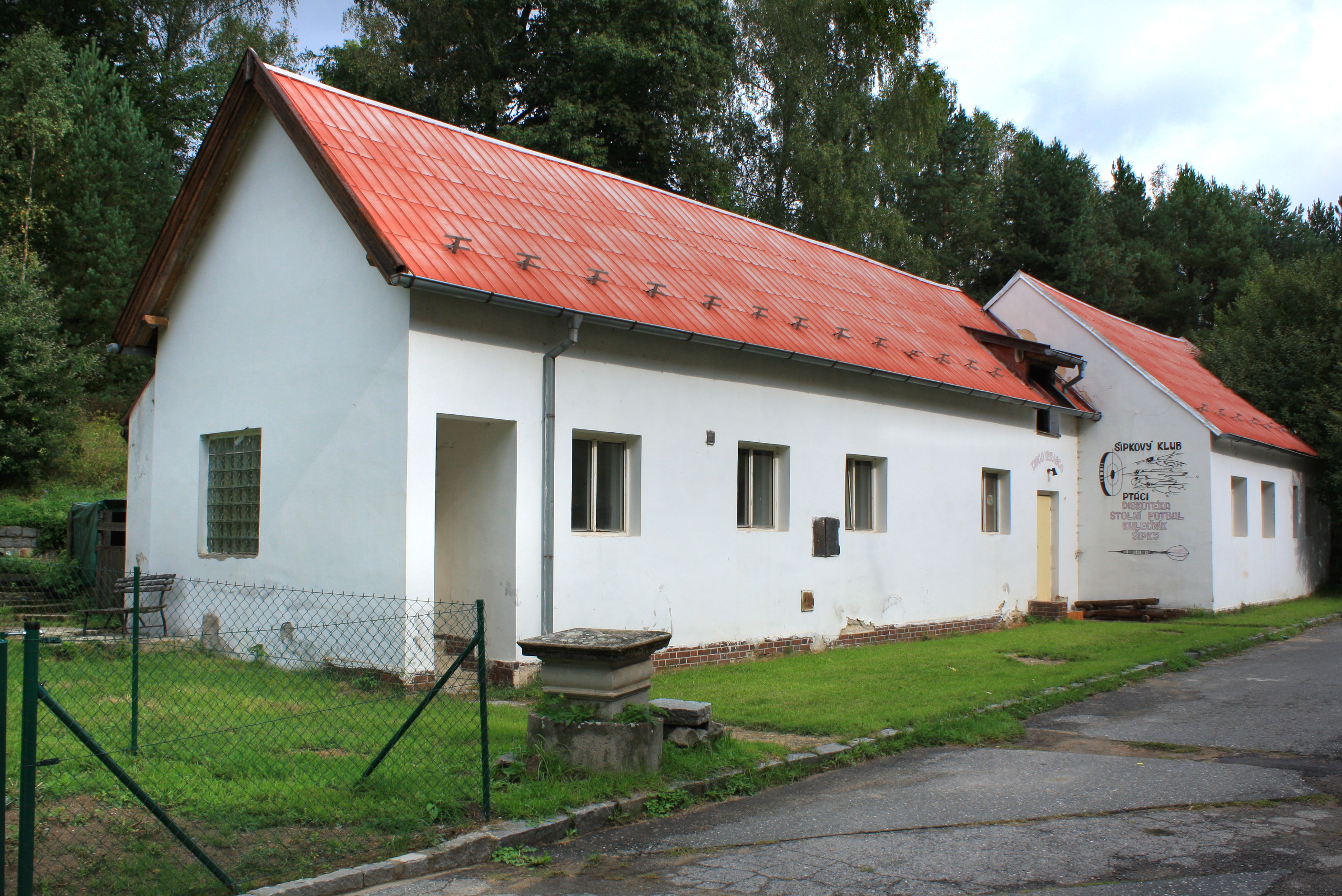
Diskotéka